# Тиммс, Мишель
Мише́ль Ма́ргарет Тиммс (англ. Michele Margaret Timms; род. 28 июня 1965 года, Мельбурн, Виктория, Австралия) — австралийская профессиональная баскетболистка, выступала в женской национальной баскетбольной ассоциации и женской национальной баскетбольной лиге. За три месяца до основного драфта ВНБА 1997 года была распределена в клуб «Финикс Меркури». Играла в амплуа разыгрывающего защитника. В составе национальной сборной Австралии играла на двух подряд летних Олимпийских играх. Член Зала славы австралийского баскетбола с 2006 года и легенда этого зала славы с 2016 года, а также член баскетбольного зала славы с 2024 года.

## Биография
Мишель Тиммс родилась 28 июня 1965 года в Мельбурне (штат Виктория, Австралия). У неё есть шесть братьев, Марк, Росс, Брюс, Иэн, Пол и Нил и две сестры, Венди и Карен.

## Карьера
Она работала в качестве офицера развития баскетбола для «South Dragons» в австралийской национальной баскетбольной лиге. В своё время с «драконами», она впечатлила многих сотрудников клуба и игроков её глубокими знаниями игры и отличными навыками коучинга. Она покинула клуб 9 января 2008 года и в середине сезона «драконов», чтобы выполнить свои карьерные амбиции, переехал в США.
Мишель Тиммс была помощником главного тренера национальной сборной Китая, воссоединившись со своим бывшим тренером Томом Маром.
В 2008 году она была избрана в Женский баскетбольный зал славы, который расположен в Ноксвилле, штат Теннесси.

## Личная жизнь
В 2000-х годах Мишель состояла в фактическом браке. У бывшей пары есть дочь — Кэлси Патриша Тиммс (родилась 25 января 2004 года).